# Стецура, Татьяна Сергеевна
Татья́на Серге́евна Стецура (род. 2 ноября 1984, Нижнегорский, Крым, СССР) — российский юрист. Бурятский правозащитник, бывшая политзаключённая по статье 282 УК РФ по обвинению в возбуждении ненависти к армии, МВД и ФСБ. Член Демократического Союза, сопредседатель БРО ОДД «Солидарность», организатор «Стратегии-31» в Бурятии.
С 2007 года по 2010 год занималась преподавательской и адвокатской деятельностью в г. Улан-Удэ. 31 декабря 2010 года арестована и лишена адвокатского статуса. 19 января 2011 года освобождена из СИЗО. С 2011 года по 2012 год участвовала в работе «Гражданского движения» и в протестных событиях в Москве, организовывала коллективные голодовки, подписала заявление «Антинавального комитета», выступавшего против узурпации протеста узкой группой московских оппозиционных лидеров и лично Алексеем Навальным. С 2012 года по 2013 год осуществляла судебную защиту интересов жителей Краснодарского края, пострадавших от наводнения в городе Крымск, участвовала в общественном расследовании обстоятельств трагедии.

## Биография
Родилась 2 ноября 1984 года в посёлке Нижнегорский Крымской области в семье военнослужащего. Около 1995 года переехала в г. Улан-Удэ (Республика Бурятия, РФ). В 2007 году с отличием окончила юридический факультет Восточно-Сибирского государственного технологического университета.  Работала преподавателем юридических дисциплин. Исследовала тему правового статуса правозащитных некоммерческих организаций. До ареста по уголовному делу являлась адвокатом коллегии адвокатов Республики Бурятия. Работает в должности юриста в улан-удэнском юридическом агентстве «Защита», оказывает правовую помощь населению.

### Политические взгляды, членство в политических организациях, протестные акции
С 2007 года состоит членом улан-удэнского отделения незарегистрированной партии Демократический Союз. В 2008 году выступила в качестве одного из учредителей местного отделения 
движения «Солидарность», в 2010 году выбрана в сопредседатели 
Бурятского регионального отделения движения «Солидарность» и вошла в оргкомитет «Стратегии-31» в Бурятии.
В 2009 году входила в оргкомитет антифашистского митинга против убийства в Москве выходца из Бурятии Баира Самбуева. Приняла участие в организации митингов, сходов и круглых столов в г. Улан-Удэ, Петровске-Забайкальском, Чите и др., а также в Москве. Неоднократно бывала задержана. В 2010 году стала одним из учредителей улан-удэнской организации «Коалиция за свободные выборы», боровшейся за сохранение прямых муниципальных выборов.
Выступала против ст.ст. 280, 282 УК РФ, 2007-2012 годах неоднократно выступала за освобождение Бориса Стомахина, как политзаключённого по данным статьям. В то же время Б. Стомахин подвергал критике деятельность Стецуры и Низовкиной за "прекраснодушное народничество" и "спасение закрываемых бурятских школ и крымских потопленцев в 2011-13 гг. по Низовкиной и Стецуре".

### Уголовное преследование, арест, лишение адвокатского статуса
В 2009 году по факту публикации в общественно-политическом издании «Свободное слово» двух авторских статей и листовки ДС г. Улан-Удэ было возбуждено уголовное дело по 282-й статье УК РФ против Татьяны Стецуры и Надежды Низовкиной. Их обвинили в разжигании вражды и ненависти к МВД, ФСБ, вооружённым силам и ФСИН. 31 декабря 2010 года, перед митингом «Стратегии-31», они были взяты под стражу.
Подсудимые отказывались от адвокатов и защищали себя самостоятельно. Во многом по этой причине, находясь в СИЗО, Стецура была лишена адвокатского статуса заседанием Адвокатской палаты. Вместе с тем, по официальной версии, она была лишена статуса адвоката за отсутствие отчислений в Адвокатскую палату.

После ареста в СМИ появилась информация о том, что подсудимые неожиданно для всех признали свою вину, со ссылкой на их коллегу по БРО «Солидарность». В частности, информационное агентство «Байкал Дейли» привело следующее утверждение Сергея Дамбаева: «Раньше они всегда говорили, что не признают и не считают свои действия уголовным преступлением, а также заявляли, что не намерены сотрудничать со следствием. Но сегодня они заявили о том, что признают обвинение». Однако, по другим сведениям, подсудимые не сотрудничали со следствием. Согласно общей линии защиты, обе подсудимые с самого начала высказывали самообвинительную позицию, принципиально признавали факт совершения инкриминируемых деяний и объявляли ст. 282 УК РФ нелегитимной, добиваясь отмены всех антиэкстремистских статей УК РФ. В частности, Стецура в последнем слове требовала отмены цензурных ограничений свободы слова и, пока оно существует, требовала себе максимально сурового наказания.
...я считаю, что наш пример – исключительный в плане признания своей вины, самообвинительной позиции и отсутствия любых мотиваций на смягчение наказания... Разумеется, я не считаю, что в таких обстоятельствах было бы справедливым выносить, например, оправдательный приговор. Я считаю его не логичным, нецелесообразным со всех точек зрения.  (2011 год)
В их защиту, как политзаключённых, проводилась кампания на региональном и федеральном уровнях, за их освобождение выступили многие политики и журналисты, в том числе Александр Подрабинек, Валерия Новодворская, Виктор Шендерович и другие. В январе 2011 года Стецуре и Низовкиной был вынесен обвинительный приговор, который вскоре был отменён Верховным судом Бурятии.
Выносившая приговор судья Ирина Левандовская впоследствии была лишена судейского статуса за нарушения профессиональной этики, причём ответственность за своё отстранение возлагала на защитников Стецуры и Низовкиной и их самих. Отставка судьи Левандовской была расценена рядом СМИ как важное знаковое событие — впервые интернет проявил себя как «пятая власть», отстранив от власти представителя судебной системы. Судебный процесс по уголовному делу против Стецуры и Низовкиной остался незавершённым, окончательный приговор так и не был вынесен.
4 июня 2014 года в Бурятии уголовное дело в отношении Низовкиной и Стецуры, возбуждённое в 2009 году, было возобновлено. В тот же день Стецура подала ходатайство о рассмотрении дела в её отсутствие, мотивируя тем, что она считает себя второстепенным лицом в процессе, а возобновление уголовного дела расценивает как репрессию против Низовкиной. В июле того же года дело было возвращено прокурору.
Помимо так называемого «бурятского дела», в СМИ появлялась информация о попытке возбуждения против Стецуры нового уголовного преследования. 16 июля 2013 года «Независимая газета» обнародовала фамилию Стецуры в списке лиц, которые должны быть арестованы в августе этого года по факту участия в «Манежном деле» (новый эпизод «Болотного дела»), однако никаких дальнейших действий со стороны московских правоохранительных органов не последовало..

### Политическая деятельность в Москве, критика адвокатов и ОНК, «Антинавальный комитет»
6 декабря 2011 года при попытке вылететь в Москву Стецура и Низовкина были задержаны в аэропорту г. Иркутск и этапированы в г. Улан-Удэ для участия в судебном процессе по административному правонарушению (нарушение предвыборного законодательства). В операции по задержанию принимали участие правоохранительные органы Бурятии, Забайкальского края и Иркутской области. 8 декабря Стецура и Низовкина вылетели в Москву для участия в семинаре адвокатов и юристов Российского исследовательского центра по правам человека, совпавшем с началом протестных событий в столице..
В декабре 2011 года Стецура участвовала в работе «Гражданского движения» (оргкомитета оппозиции), позже вошла во внепартийную группу несистемных оппозиционеров, которые при задержаниях организованно объявляли сухую голодовку, отказывались представляться, предъявлять паспорта и подписывать любые протоколы, при этом принципиально не ссылаясь на статью 51 Конституции РФ. Как и в период уголовного преследования по ст. 282 УК РФ, Стецура проводила последовательную тактику отказа от помощи адвокатов и членов ОНК (Общественной наблюдательной комиссии), самостоятельно осуществляла свою юридическую защиту.
В феврале 2012 года за участие в несанкционированной акции протеста в Москве была задержана полицией и помещена под административный арест на 10 суток, в знак протеста проводила сухую голодовку, по истечении 7 суток была госпитализирована. 26 февраля 2012 года защиту Стецуры была проведена несанкционированная акция протеста около стен спецприёмника, где она содержалась, в ходе акции применялась пиротехника, один сотрудник полиции был задет пиротехническим зарядом.

### Представительство коллективных интересов населения в регионах (Забайкальский край, Краснодарский край)
В июне 2011 года правозащитники Татьяна Стецура, Надежда Низовкина и районный депутат, редактор газеты «Всему наперекор» Наталья Филонова организовали несколько сельских сходов в районах г. Петровск-Забайкальский (Забайкальский край). Выступая в качестве представителей населения, они добивались сохранения трех малокомплектных школ, которые ликвидировались решением городской администрации. Стецура, как и Низовкина, была юристом от населения и фактическим организатором круглосуточного митинга у здания мэрии Петровска и осуществляла юридическую защиту интересов жителей. 12 июня 2011 года она была задержана во время «сидячей забастовки» и осуждена к административному аресту в 5 суток. Стецура, Низовкина и Филонова, находясь под арестом, объявили сухую голодовку, протестуя против лишения жителей Петровска юридической помощи, затем были этапированы в г. Чита.
Ирландская правозащитная организация Франтлайн выразила озабоченность состоянием здоровья Стецуры, Низовкиной и Филоновой, заявив, что данный протест является формой мирной и законной правозащитной деятельности, направленной на защиту права ребенка на образование. Правозащитники отмечали, что в ситуации, в которой оказались жители Петровск-Забайкальского района Читинской области, в первую очередь пострадают дети из самой уязвимой группы — малообеспеченных семей.
В июле 2012 года в качестве юриста находилась в волонтерском лагере по оказанию помощи пострадавшим от наводнения в Крымске, участвовала в общественном расследовании действий властей во время стихийного бедствия. В августе выехала в пос. Новомихайловский около г. Туапсе в связи с новым наводнением. Вплоть до 12 марта  2013 года вела судебные дела пострадавших жителей Кубани, находясь в Крымске на независимых началах в качестве правозащитника, в Бурятию вернулась 18 марта 2013 года. Проводит расследование нарушений прав жителей на справедливое судебное разбирательство, проводит мониторинг регионального законодательства о потопленцах на предмет нарушений прав человека для дальнейшего обжалования в ЕСПЧ
.
В какую извращенную голову пришла мысль оценивать стоимость погибших в привязке к их жилым помещениям? Или в стоимость сэкономленного миллиона входит оставшееся родственникам от утопленника жилое помещение? (2012 год)